# سیارک ۹۹۱
سیارک ۹۹۱ (به انگلیسی: 991 McDonalda، نامگذاری:1922NB) نهصد و نود و یکمین سیارک کشف شده‌است که در ۲۴ اکتبر ۱۹۲۲ کشف شد.
قدر مطلق سیارک برابر ۱۱٫۱۲ است.